# Saison 1 de La Ligue des justiciers : Nouvelle Génération
Chronologie
Saison 2
Cet article présente le guide des épisodes de la première saison de la série télévisée La Ligue des justiciers : Nouvelle Génération.

## Épisode 1:Le Jour de l'indépendance
- États-Unis : 26 novembre 2010 sur Cartoon Network 
 *  France : 2 juin 2012 sur France 4

## Épisode 2:Feu d'artifice
Pour les articles homonymes, voir Feu d'artifice (homonymie).
- États-Unis : 26 novembre 2010 sur Cartoon Network
- France : 2 juin 2012 sur France 4

## Épisode 3:Bienvenue au port de plaisance
- États-Unis : 21 janvier 2011 sur Cartoon Network
- France : 4 juin 2012 sur France 4

## Épisode 4:Zone de largage
- États-Unis : 28 janvier 2011 sur Cartoon Network
- France : 4 juin 2012 sur France 4

## Épisode 5:L'Apprentissage
- États-Unis : 4 février 2011 sur Cartoon Network
- France : 5 juin 2012 sur France 4

## Épisode 6:Infiltré
- États-Unis : 11 février 2011 sur Cartoon Network
- France : 5 juin 2012 sur France 4

8 août : L'équipe s'agrandit avec l'arrivée d'Artemis, la nièce de Green Arrow. Pour sa nouvelle mission, elle doit protéger un scientifique libérée de la Ligue des Ombres.

## Épisode 7:Le Déni
- États-Unis : 18 février 2011 sur Cartoon Network
- France : 7 juin 2012 sur France 4

27 juillet : Kent Nelson, dernier porteur du heaume de Docteur Fate, est kidnappé par Abra Kadabra et le seigneur du Chaos Klarion.

## Épisode 8:Temps mort
- États-Unis : 4 mars 2011 sur Cartoon Network
- France : 7 juin 2012 sur France 4

## Épisode 9:Abandonnés
- États-Unis : 11 mars 2011 sur Cartoon Network
- France : 8 juin 2012 sur France 4

## Épisode 10:Cibles
- États-Unis : 16 septembre 2011 sur Cartoon Network
- France : 8 juin 2012 sur France 4

7 septembre : Le processus de paix entre la Rhélasie du Nord et son voisin du Sud est de plus en plus compromis. La seule chance d'empêcher la guerre semble être l'intervention d'un médiateur en la personne de Lex Luthor. Ce dernier, à peine dévoilé, est immédiatement attaqué par Cheshire, assassin de la Ligue de l'Ombre.
Red Arrow décide, pour sauver la paix, de protéger Luthor et de pister la criminelle. Lorsqu'il se retrouve face à Sportsmaster et Ra's al Ghul, il se résout à demander l'aide d'Aqualad.

## Épisode 11:Les Jumeaux Terror
- États-Unis : 23 septembre 2011 sur Cartoon Network
- France : 9 juin 2012 sur France 4

## Épisode 12:Piégés de l'intérieur
- États-Unis : 30 septembre 2011 sur Cartoon Network
- France : 9 juin 2012 sur France 4

## Épisode 13:Le Mâle Alpha
- États-Unis : 7 octobre 2011 sur Cartoon Network
- France : 11 juin 2012 sur France 4

## Épisode 14:Révélation
- États-Unis : 14 octobre 2011 sur Cartoon Network
- France : 11 juin 2012 sur France 4

## Épisode 15:Humanité
- États-Unis : 21 octobre 2011 sur Cartoon Network
- France : 12 juin 2012 sur France 4

## Épisode 16:Point limite
- États-Unis : 4 novembre 2011 sur Cartoon Network
- France : 12 juin 2012 sur France 4

## Épisode 17:Dérangé
- États-Unis : 11 novembre 2011 sur Cartoon Network
- France : 14 juin 2012 sur France 4

## Épisode 18:Secrets
- États-Unis : 18 novembre 2011 sur Cartoon Network
- France : 15 juin 2012 sur France 4

## Épisode 19:Déplacés
- États-Unis : 3 mars 2012 sur Cartoon Network
- France : 14 juin 2012 sur France 4

## Épisode 20:Insensible
- États-Unis : 10 mars 2012 sur Cartoon Network
- France : 15 juin 2012 sur France 4

## Épisode 21:Il ne faut pas se fier aux apparences
- États-Unis :17 mars 2012  sur Cartoon Network
- France : 16 juin 2012 sur France 4

## Épisode 22:L'Ordre du jour
- États-Unis : 24 mars 2012 sur Cartoon Network
- France : 16 juin 2012 sur France 4

## Épisode 23:Un manque de confiance
- États-Unis : 31 mars 2012 sur Cartoon Network
- France : 18 juin 2012 sur France 4

Red Arrow fait son grand retour et de joint à l'équipe afin de démasquer secrètement l'éventuelle taupe. La confiance d'Artemis en est affectée. Kid Flash, Red Arrow, Aqualad et Artémis partent en mission afin de retrouver Sportsmaster. La sœur d'Artemis est sur place et mène un combat contre la petite équipe. Plus tard, on apprend que Sportsmaster est le père d'Artémis.

## Épisode 24:Performance
- États-Unis : 7 avril 2012 sur Cartoon Network
- France : 18 juin 2012 sur France 4

## Épisode 25:Les Suspects habituels
- États-Unis : 14 avril 2012 sur Cartoon Network
- France : 19 juin 2012 sur France 4

## Épisode 26:L'Union fait la force
- États-Unis : 21 avril 2012 sur Cartoon Network
- France : 19 juin 2012 sur France 4